# عبود بك عبد الرزاق
عبود بك عبد الرزاق المحمد 1880م 1958م هو ابن عبد الرزاق بك المحمد وهو حفيد محمد باشا المحمد، ولد في قرية برقايل شمال لبنان وتلقى تعليمه الأولى على يد شيوخ بلدته ثم التحق بمدرسة العشائر في اسطنبول، توفي والده وهو صغير فعاش بكنف جده محمد باشا، تزوج والده من ابنة عمه عائشة بنت احمد بك الاسعد من قرية عيون الغزلان وانجب منها عبود بك عبد الرزاق المحمد المولود عام 1880م وعربية عبد الرزاق المحمد المولودة عام 1882م، كان والده يعاني من اضطراب نفسي وتوفي بظروف غامضة عام 1890م، فتكفل جده محمد باشا المحمد برعاية احفاده الايتام، وقبل ان يبلغ عبود بك عبد الرزاق العشرين من عمره توفي جده محمد باشا المحمد، انتخب عام 1922م عضوا في المجلس النيابي اللبناني الأول بدعم من الفرنسيين ممثلا عن طرابلس وشمال لبنان اغتيل عام 1958م في بيروت بظروف غامضة لم تكشف تفاصيلها حتى اليوم.

## نشاته
ولد عبود عبد الرزاق عام 1880م بقرية برقايل التابعة سنجق طرابلس الشام، توفي والده قبل ان يبلغ العشر سنوات تاركا له شقيقة وهي السيدة عربية عبد الرزاق، فعاش بكنف جده محمد باشا المحمد قائم مقام عكار، فقدان والده بسن مبكر جعلت منه رجلا قاسيا، وفي عام 1897م ارسله جده إلى مدرسة العشائر في إسطنبول وهناك تعرف على افكار جمعية الاتحاد والترقي وانتسب لها بشكل سري خلال دراسته في تركيا، وهذه إحدى اسباب توتر علاقته مع اعمامه عمر باشا المحمد وعلي باشا المحمد الذين حافظوا على تحالفهم مع السلطنة العثمانية وكانوا امتدادا لوالدهم المؤمن بمشروع السلطان عبد الحميد الثاني الإسلامي البعيد عن التبعية والنفوذ الاجنبي

## حياته الأسرية
تزوج عبود عبد الرزاق من ثلاثة نساء
- الزوجة الأولى: الهام بنت علي باشا المحمد وانجب منها الوزير محمد عبود عبد الرزاق[2]
- الزوجة الثانية: رنكي صفا سلطان وانجب منها نعمت عبود عبد الرزاق
- الزوجة الثالثة: يمن عبد الله الاسعد[3] وانجب منها محمد الثاني عبود عبد الرزاق وعربية عبود عبد الرزاق، زينة عبود عبد الرزاق

## علاقته مع الكابتن ميغ

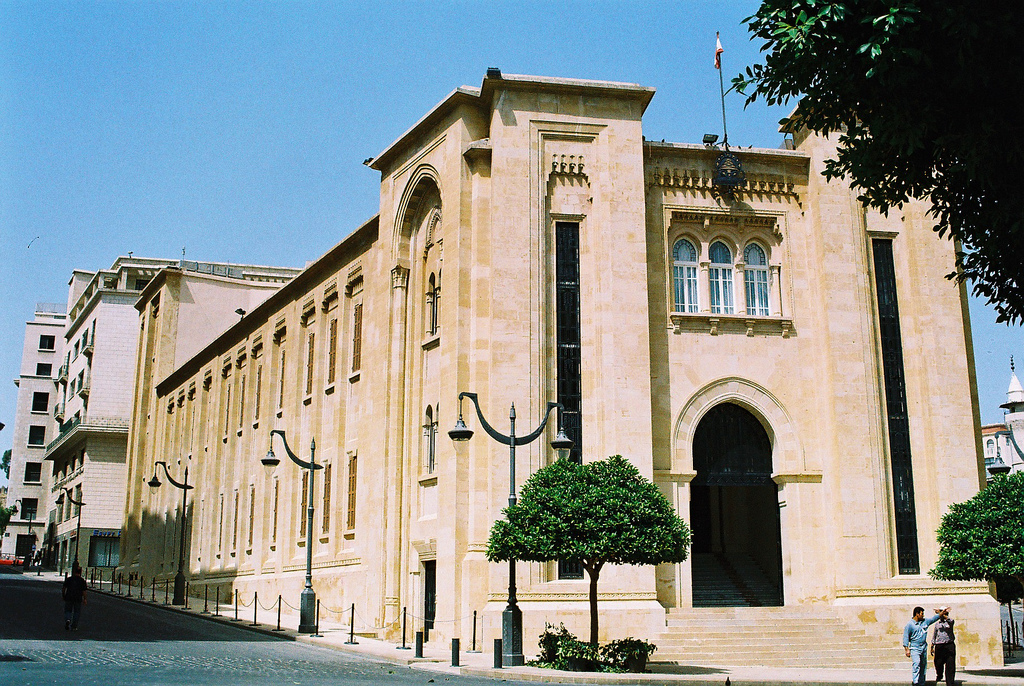
انتخب عبود عبد الرزاق عضوا في البرلمان اللبناني عام 1922م بدعم من سلطات الانتداب الفرنسي

سقوط الدولة العثمانية وانسحابها من لبنان عام 1918م دفعت عبود عبد الرزاق للانتقال إلى المقلب الآخر فعقد تحالف مع الفرنسيين، واصبح ينسق مع ضابط الاستخبارات الفرنسي في عكار الكابتن ميغ لقمع كل الحركات الاحتجاجية التي قامت بوجه الفرنسيين في عكار وكان على راسها الشهيد محمد رشيد بك الياسين المرعبي الذي اعدمه الكابتن ميغ حيا في ساحة حلبا والزعيم محمد بك العثمان المرعبي الذي اصدر الفرنسيين بحقه حكما بالإعدام، تحالف عبود عبد الرزاق مع الفرنسيين والتنسيق معهم لم يقتصر على عكار بل امتد نحو سوريا فقد كان عبود عبد الرزاق يبلغ الفرنسيين بكل تحركات الثوار في الساحل السوري بزعامة صالح العلي كما انه وقف ضد ثورة الدنادشة عام 1919م، وحرض اهالي الضنية على المجاهد سعيد العاص خدمة للفرنسيين. للذين كاقؤوه بدعمهم له في الأنتخابات النيابية. وضمان نيابته منذ سنة 1922م إلى سنة 1934م، ونيابة ابنه محمد العبود من بعده

## مذكرات الكابتن ميغ المزورة
قبل ان ينهى الكابتن ميغ مهامه في لبنان عائدا إلى فرنسا اقترح عليه عبود عبد الرزاق تدوين تجربته في لبنان على ان يقوم عبود بنشرها فيما بعد في إحدى الصحف المملوكة له، ولاقت الفكرة استحسان الضابط الفرنسي، الذي عكف على تدوين الاحداث التي شاهدها وعايشها في طرابلس وعكار وسوريا، وعند الانتهاء قام الضابط الفرنسي بتقديمها لعبود الذي اقترح عليه تاجيل النشر لفترة من الزمن حتى لا يثير الحساسيات التي قد تنشاء بعد نشر الكتاب خاصة في ظل الرفض الشعبي للدور الاستعماري الفرنسي الذي مثله الكابتن ميغ، وهكذا استغل عبود عبد الرزاق سفر الضابط الفرنسي ليضيف على الكتاب احقاده وامراضه النفسية وعقده المترسخة منذ فقدان والده وهو صغير، من يطلع على الكتاب المزور يكتشف تفخيم عبود لنفسه على لسان الكابتن ميغ مع تشويه عدد من الشخصيات والقادة والزعماء وجلهم من اولاد عمه واقاربه وهم عمر باشا المحمد، عثمان باشا المحمد، محمد رشيد بك الياسين، محمد بك العثمان
1. عمر باشا المحمد لقد اضاف عبود عبد الرزاق على مذكرات الكابتن ميغ في الصفحة 89 فقرة تتحدث بلسان الضابط الفرنسي ان عمر باشا المحمد استضافه في قصره في طرابلس ثم يبدأ يصف القصر حتى يصل إلى المطبخ ويقول انه كان خاليا من كل شيء (ليس فيه لا اداوت الطبخ ولا اثاث) في محاولة من عبود عبد الرزاق لتصوير ان عمه عمر باشا كان بخيلا مع ان الشيخ محمد رشيد رضا تحدث عن كرمه والموسسات الإسلامية التي بناها من ماله الخاص، ثم يقول عبود عبد الرزاق بلسان ميغ في الصفحة 90 (ان المطبخ وغرفة الخلاء كان موطنا للصراصير الكبيرة الحجم بمقدار الاصبع وشواربها شقراء اللون) وهنا تظهر عقد عبود عبد الرزاق وكذبه خاصة ان الأمير محمد علي توفيق ثاني أبناء الخديوي محمد توفيق قد زار عمر باشا في قصره وكتب كتاب الرحلة الشامية وتحدث فيه ان قصر عمر باشا من أجمل البيوت التي راها في حياته، ثم ينتقل عبود عبد الرزاق في نفس الصفحة ليذكر ان عمر باشا تزوج من من إحدى المسيحيات من بيروة وانها كانت زوجة ملحق السفارة الرومانية في بيروت اسمها هيلان كولاسكي؟؟؟؟، مع ان عمر باشا لم يتزوج الا أربعة نساء في حياته وهم: مريم حسين بك المحمد، حنيفة احمد سلطان، حليمة شديد بك الأسعد، ألوف عبد القادر بك شديد رعد، كما ان الفترة التي وصل بها الكابتن ميغ إلى لبنان كان عمر باشا متوفي قبلها بسبع سنوات أي ما بين الاعوام 1911م 1912م على ابعد تقدير أي انه لم يلتقي بالكابتن ميغ في حياته، فكيف عزمه عمر باشا إلى قصره وتعرف على زوجته، وهل كانت نساء الباشوات ال المرعبي تظهر على الضباط الفرنسيين في فترة 1919؟ مع العلم ان عمر باشا عندما كان يستضيف أحد الزوار فهناك مبنى مخصص لهم يسمى المنزول وهو مبنى منفصل عن قصره حيث تقيم زوجاته واولاده، لم تتوقف عقد عبود عبد الرزاق عند هذا الحد بل انه روى على لسان الكابتن ميغ تزويرا ان عمر باشا سرق بقرة من أحد الفلاحيين، وهذا ان دل على شيء فانه يدل على عقد النقص التي يعاني منها عبود عبد الرزاق نحو اعمامه عمر باشا المحمد وعلي باشا المحمد
2. عثمان باشا المحمد لم يجد عبود عبد الرزاق شيئا للنيل من مكانة عثمان باشا المحمد الا ان يقول عنه في الصفحة 55 انه من صغار الملاكين في عكار، مع ان عثمان باشا كان عضوا في مجلس المبعوثان ثم يناقض نفسه في الصفحة 80 ويقول عن عثمان باشا انه من النوع الريفي النبيل، يبلغ من العمر خمس وخمسين سنة وله نظرة حادة وشاربان صغيران رفيعان، كان يقيم في إسطنبول ونائبا في البرلمان العثماني خلال فترة الاتحاد والترقي، وقد احتفظ، بعد مغادرته لاسطنبول، بلهجة خاصة وميل للبس الزي الأوروبي، وكان يرتدي دائما سترة رمادية ويعتمر الطربوش في الشتاء، كان يضع سرواله داخل جزمته، لقد كان وضعه دقيقا حيث لا شخصيته ولا وضعه العائلي كانا يسمحان له بفرض نفسه على الاعيان، اما لقب نائب سابق في برلمان الاتحاد والترقي الذي يحمله فلم يكن ذا اهمية اذ ان بكوات المنطقة بمعظمهم كانوا يساندون نظام تركيا القديمة، كما ان مهامه الحالية لم تعطه السلطات الكافية، لذلك، لقد شعر بضعف سلطته عندما لاحظ مدى الرقابة التي كنا نفرضها عليه، فانحاز من بعدها إلى جانب معارضينا الذين لم يقدروه حق قدره
3. محمد رشيد بك الياسين
4. محمد بك العثمان حقد عبود عبد الرزاق على محمد بك العثمان لم يكن له حدود لقد انى على ذكره في الصفحة 85 من مذكرات ميغ المزورة، حيث ذكر على لسان الكابتن ميغ (لم يكن يتمتع بالنقاء ولا الرصانة التي عهدتهما لدى المسلمين الذين في سنه، كان خبيثا في تعامله معي، وكل المودة التي ابداها لي لم تغير شيئا من الانطباع الذي كونته عنه صاحب ثروة صغيرة، وكانت كلمته مسموعة لدى سائر افراد عائلته، كان عميد وجهاء المنطقة المنتمين إلى حزب تركيا الفتاة، خاصة ان ابنه توفيق بك خاض الحرب وحاز على اوسمة، لقد كنت بصدد إجراء بحث عن المنطقة فطلبت منه ان يزودني بالمعلومات التي احتاج اليها، ولان بقاءه في حلبا قريبا منى قد يسبب له بعض الإزعاج، سمحت له بالعودة إلى بيته في الجبل شرط ان يقطع لي وعدا بالمجيء حالما اطلب منه ذلك، قطع لي ذلك الوعد، وذهب في الليلة نفسها، إلى فيصل الأول ليخبره بذلك )، لقد اوغر عبود عبد الرزاق صدر الفرنسيين على الشيخ الجليل محمد بك العثمان حتى اصدروا عليه حكما بالاعدام
5. معين بك القدور لم ينسى عبود عبد الرزاق ان يضيف احقاده على معين بك القدور فقد ذكر في الصفحة 86 على لسان الكابتن ميغ ان القدور كان مدعيا وعمل قائم مقام في منطقة نائية في الاناضول وكان شديد الاعتزاز بنفسه، وملامته الكبيرة على الفرنسيين انهم لم يعرفوا كيف يستثمرون خبرته ومعرفته ، يحاول عبود عبد الرزاق هنا الإساءة للرجل وتصويره انه كان يعرض نفسه على الفرنسيين كمخبر ولكن الفرنسيين رفضوه، والحقيقة ان من تملق الفرنسيين هو عبود عبد الرزاق نفسه، وقد وصل به الامر لحمل شنط الطباط الفرنسيين في محاولة لارضائهم
6. عبود عبد الرزاق لم ينسى عبود عبد الرزاق ان يتحدث عن نفسه بلسان الكابتن ميغ تفخيما لنفسه وارضاءا لامراضه فقد ذكر في الصفحة 86 من مذكرات الكابتين ميغ المزورة ما يلي (وحده عبود بك عبد الرزاق من بين سائر البكوات الي ترك عندي، ومن اللقاء الأول، انطباعا جيدا جدا، كان في الاربعين من عمره طويل القامة، قوي البنية، وجهه منفتح وقريب، كان يجسد صورة الرجل النبيل الريفي، بكل ما في الكلمة من معنى، اراضيه كانت الاخصب والأكثر عناية في كل القضاء، فلاحوه، إلى أي دين انتموا، كانوا الأكثر يسرا وراحة بين سائر فلاحي المنطقة، كانوا يعتبرونه زعيمهم الطبيعي ويكلفونه بتمثيلهم والدفاع عن مصالحهم في كل المناسبات، وكان يقوم بذلك بكل طيبة خاطر، خاصة انه كان يعيش طوال السنة معهم على اراضيه، كما كان على اتصال وثيق ودائم بهم، غني جدا وابن عم عمر باشا وكان مخلصا ومن مؤيدي حزب تركيا القديمة)

## اغتيال محمد العبود
أدلى محمد الشيخ بافادته امام المحكمة وروى انه كان داخل مطعم قبل يومين من حادثة اغتيال محمد العبود، وإذا باحد مرافقي محمد العبود يمسكه من رقبته دافعا به خارج المطعم مع شتائم، ثم قاده إلى سيارة فيها محمد العبود الذي قال لمرفقه اتركه هذا كلب صغير ما بيطلع منه شيء واوردها بالفرنسية Petit Chien وقال له روح بس دير بالك ها..فقال الشيخ امرك يا بك فقال العبود لازم تعرفوا اننا سوف نحرق عكار فوق روؤسكم وستبقوا عبيدا لنا ، فقال الشيخ تحت امرك يا بك...وبعد ذلك عاد محمد الشيخ إلى المطعم حيث أحد ازلام محمد العبود حاول ضرب شخص كان يجلس إلى جانب محمد الشيخ لكنه اعتقد انه على علاقة مع محمد محمود الشيخ، شكلت هذه الحادثة دافعا للاخير لاغتيال محمد العبود، إضافة للصراع الانتخابي القائم بين محمد العبود وسليمان العلي والذي يعتبر الشيخ أحد اتباعه، فذهب إلى القصر الجمهوري برفقة سليمان العلي على اساس انه أحد مرافقيه، وما ان خرج محمد العبود من باب القصر حتى توجه نحوه محمد الشيخ صارخا به لقد ظلمت ووالدك العباد، بدنا نخلص منك بقى وأطلق عليه ست رصاصات فأصيب العبود برصاصتين احدهما على الناحية الأمامية عند اسفل الصدرالأيمن والأخرى دخل البطن مخترقا المعدة...
احيلت القضية إلى المجلس العدلي الذي تولى التحقيق فصدر حكم بإعدام محمد الشيخ وبالأشغال الشاقة لمدة عشر سنوات لسليمان العلي وعشرين سنة لمالك العلي.
وصباح الإثنين 27 تموز 1953 نقل جثمان محمد العبود إلى مسقط رأسه برقايل ليدفن هناك لكن والده عبود عبد الرزاق رفض دفنه حتى يؤخذ بثأره، وهناك اقاويل ان عبود عبد الرزاق تعمد عدم الدفن حتى يستخدم بصمات ابنه وينقل الأراضي المسجلة باسم محمد العبود حتى لا ترث زوجته فدوى البرازي،
ولذلك كفن وحنط ووضع في نعش خشبي ومعدني لا يصله الهواء وركن في قبو القصر في برقايل.
والمفارقة أن الجثمان بقي على هذه الحال حتى بعد وفاة عبود بك عام 1958 ولم يتم دفنه إلا في عام 1976 أي انه بقي محنطا طيلة 23 سنة.

## مدرسة برقايل
يروي النائب علي عبد الكريم المرعبي وهو أحد اولاد عم عبود بك عبد الرزاق انه استحصل من وزير التربية والتعليم اللبناني على قرار باففتاح مدرسة مركزية في بلدة برقايل، وما ان سمع عبود بك عبد الرزاق بالمشروع حتى استدعي ابن عمه علي عبد الكريم طالبا منه وقف المشروع وتحويله إلى منطقة أخرى فرفض، لكن تدخلات عبود بك عبد الرزاق ونفوذه لدى الدولة اللبنانية اثمرت عن تحويل المدرسة إلى قرية منيارة، كانت وجهة نظر عبود بك عبد الرزاق التي ساقها امام النائب علي عبد الكريم المرعبي ان اهالي برقايل يعملون عنده في الحقول والمزارع والحرسات، فكيف يستطيع استيعابهم بعد ان يتعلموا في المدارس؟، لا شك اننا امام اختلاف كبير بين الجد محمد باشا المحمد الذي اففتح المدرسة الحميدية في قرية مشحة من ماله الخاص واوقف لها الأراضي في قرى البرج بزبينا الخريبة بيت الحاج مشحة السويسة عدبل بالإضافة إلى سبعة مساجد ومدارس دينية انشائها المشار اليه محمد باشا المحمد وبين وحفيده عبود بك عبد الرزاق الذي منع تقدم عكار خدمة لمصالحه الخاصة

## اغتياله عام 1958
في عام 1958م اندلعت الثورة في لبنان ضد حكم رئيس الجمهورية كميل شمعون إذ عمّت التظاهرات والاضرابات أرجاء البلاد. واندلعت في طرابلس معارك مع الجيش وقوى الأمن الداخلي، ذهب ضحيتها المئات بين قتيل وجريح، من دون أن يتزحزح شمعون عن كرسيّه قيد أنملة، فيما عرفت بثورة شمعون، في هذه الظروف قتل عبود بك عبد الرزاق بظروف غامضة خلال أحداث 1958م،

## دفنه عام 1976
في عام 1977م اثار النائب علي عبد الكريم المرعبي قضية عدم دفن ابن عمه عبود بك عبد الرزاق، خاصة انه مضى على اغتياله 19 عاما، فتوجه إلى برقايل حيث يرقد عبود بك عبد الرزاق وشقيقته عربية عبد الرزاق وابنه محمد بك العبود محنطين داخل توابيت في غرفة داخل قصر محمد العبود، فتم نقلهم إلى مقبرة برقايل بجانب الجامع ودفنوا في باحته بشكل منعزل عن باقي القبور التابعة للعائلة واهل القرية، الشيء الملفت ان جنازته لم يمشي بها الا أربعة اشخاص على حد وصف النائب علي عبد الكريم المرعبي الذي كان حاضرا